# Botho zu Eulenburg
Botho Wendt August Graf zu Eulenburg (ur. 31 lipca 1831, zm. 5 listopada 1912) – pruski polityk, premier w latach 1892-1894.